# Bambi-Verleihung 2012
Die 64. Bambi-Verleihung fand am 22. November 2012 nach 2007 zum zweiten Mal im CCD Congress Center in Düsseldorf statt. Sie wurde live in der ARD übertragen. 

## Veranstaltung

### Moderation und Sehbeteiligung
Wie schon in den Vorjahren gab es auch 2012 keine eindeutige Moderation. Die Begrüßung übernahm Céline Dion, die auch den einleitenden Show-Act gesungen hatte. Sie bekam selbst einen Bambi (für Entertainment), genauso wie Jan Josef Liefers (Publikums-Bambi), der am Ende nach seinen beiden Laudationes (für Joachim Fuchsberger und dessen Frau Gundel) die Verleihung beendete.
2,61 Millionen Zuschauer sahen die Bambi-Verleihung, was einem Marktanteil von 9,3 % entspricht. Im Vorjahr waren es noch 6 Millionen gewesen.

### Der Publikums-Bambi
Beim Publikums-Bambi 2012 ging es um Filme. Nominiert waren Die Jagd nach dem Bernsteinzimmer, Das Kindermädchen, Die Rache der Wanderhure und Der Turm. Der Bambi ging an Jan Josef Liefers, Claudia Michelsen, Nadja Uhl, Sebastian Urzendowsky und Götz Schubert für Der Turm.

### Nichtprominente Gewinner
Der Bambi für Stille Helden ging 2012 an Ruth Pfau, eine Ärztin und Ordensschwester, die ab 1960 bis zu ihrem Tod 2017 in Pakistan gegen die Lepra kämpfte, sowohl auf medizinischer als auch auf politischer Ebene.
Für Zivilcourage wurde Tina K. ausgezeichnet, deren Bruder Jonny im Oktober 2012 zu Tode geprügelt wurde, als er einem Freund helfen wollte. Seitdem setzt sie sich gegen Gewalt und Ausgrenzung ein. Der Rabbiner Daniel Alter erhielt den Bambi für Integration. Nachdem er in Berlin auf offener Straße zusammengeschlagen worden war setzt er sich für das friedliche Zusammenleben und den Dialog zwischen den Religionen ein.

## Kritiken
Friederike Zoe Grasshoff meinte in ihrer Kritik in der Süddeutschen Zeitung, die Bambi-Verleihung, die „der glanzvollste Abend des Jahres“ sein wollte, sei „eine lieblose Aneinanderreihung von Preisvergaben, die zum großen Teil vor allem eins sind: beliebig.“ Sie sprach auch von „langweiligen Einspielfilmchen und so manchem Star, den man erst einmal googeln muss, bevor sich einem dessen Prominenz erschließt.“ Insgesamt fand sie die Verleihung langweilig, mutlos, routiniert und einstudiert.
Im Spiegel kam Arno Frank zu einem ähnlichen Ergebnis. „Es war ein Abend wie ein Nachmittag beim Friseur. Drei Stunden Wartezeit, lähmende Langeweile – und nur eine einzige bunte Illustrierte zur Hand.“ Mit diesen Worten beginnt eine Kritik, die ebenfalls die Langeweile der Veranstaltung in den Mittelpunkt stellt: „Fortwährend wurden pathetische Einspielfilmchen gezeigt und Reden geschwungen, in denen noch mal erzählt wurde, was in den Einspielfilmchen zu sehen war.“ Ansonsten machte er sich über die „große[n] Gefühle“ und den Narzissmus in der Verleihung lustig.

## Preisträger

### Comedy
Martina Hill

 Laudatio: Max Giermann

### Entertainment
Céline Dion

 Laudatio: Peter Maffay

### Film International
Salma Hayek

 Laudatio: Thomas Kretschmann

### Film National
Pegah Ferydoni, Adnan Maral, Elyas M’Barek, Josefine Preuß und Anna Stieblich für Türkisch für Anfänger

 Laudatio: Richy Müller
Rubbeldiekatz
Eine ganz heiße Nummer

### Integration
Daniel Alter

 Laudatio: Hubert Burda

### Lebenswerk
Joachim Fuchsberger

 Laudatio: Jan Josef Liefers

### Millennium
Felix Baumgartner

 Laudatio: Thomas Huber und Alexander Huber

### Pop International
One Direction

 Laudatio: Palina Rojinski

### Pop National
Cro

 Laudatio: Joko Winterscheidt

### Publikums-Bambi
Jan Josef Liefers, Claudia Michelsen, Nadja Uhl, Sebastian Urzendowsky und Götz Schubert für Der Turm

 Laudatio: Sylvie van der Vaart

### Schauspieler National
Ulrich Tukur für Rommel

 Laudatio: Jeanette Hain
Kostja Ullmann für Mein eigen Fleisch und Blut
Herbert Knaup für Milchgeld. Ein Kluftingerkrimi

### Schauspielerin National
Alina Levshin für Kriegerin

 Laudatio: Kai Pflaume
Barbara Auer für Das Ende einer Nacht
Martina Gedeck für Die Wand
Caroline Peters für Mord mit Aussicht

### Shootingstar
Andreas Gabalier

 Laudatio: Mirjam Weichselbraun

### Sport
Kirsten Bruhn, Julius Brink und Jonas Reckermann

 Laudatio: Matthias Opdenhövel

### Stille Helden
Ruth Pfau

 Laudatio: Johannes B. Kerner

### Talent
Mercan Türkoğlu

 Laudatio: Nina Eichinger

### Überraschungs-Bambi
Gundel Fuchsberger

 Laudatio: Jan Josef Liefers

### Unsere Erde
Steven Amstrup, Eisbärenforscher

 Laudatio: Andreas Kieling

### Zivilcourage
Tina K., Gründerin von I am Jonny

 Laudatio: Tom Buhrow